# Фред Фигглхорн
Фред Фигглхорн (на футболках и официальном сайте брэндировано как FЯED) — персонаж, созданный и сыгранный американским актёром Лукасом Крукшэнком.
Крукшенк, молодой парень из города Колумбус (штат Небраска), создал этого персонажа для своего онлайн-канала на популярном видеохостинге YouTube.

## История
Лукас впервые представил своего персонажа Фреда на видео, размещённом на канале JKL Productions, который он запустил на YouTube совместно со своими родственниками, Джоном и Кэти Смэт. Они открыли этот канал 11 июня 2006 года, а первое видео про Фреда появилось 30 октября 2006 года.
30 апреля 2008 года все серии, которые к тому моменту были отсняты, были добавлены на новый канал Fred. И уже первого мая там появилось новое официальное видео, названное «Фред в майский день», в котором говорилось о том, что Крукшенк запросил у администрации YouTube короткое имя Fred для своего нового канала. Человек, который владел этим каналом раньше, позже был показан как один из врагов Фреда в ряде серий фильма про Фигглхорна.
В апреле 2009 года этот канал показал результат в один миллион подписчиков, что сделало его первым каналом в истории видеохостинга, достигшим подобного успеха. Канал Фреда был лидером по числу подписчиков вплоть до 20 августа 2009 года.

## Альбомы
- It’s Hackin' Christmas with Fred — это альбом из четырёх треков, выпущенный 10 ноября 2009 года. Музыкальные видеоклипы к песням «Christmas Cash» и «Christmas is Creepy» были представлены на канале Фреда. Альбом был доступен онлайн и на iTunes.
- Who’s Ready To Party? — это альбом, выпущенный 21 сентября 2010 года. Музыкальные видеоклипы к «Don’t Forget to Brush», «Who’s Ready to Party?», «The Babysitter’s a Vampire» и «Tater Haters» также были выложены для просмотра на канале.